# Paul von Borcke
Paul Albert Leberecht von Borcke (* 30. Oktober 1840 in Grabow, Kreis Regenwalde; † 8. Januar 1893 in Rienow, Kreis Regenwalde) war ein deutscher Rittergutsbesitzer und Parlamentarier.

## Leben
Nach dem Abitur zu Ostern 1862 als Zögling des Alumnats des Königlichen Paedagogiums in Halle (Saale) studierte Paul von Borcke an der Ruprecht-Karls-Universität Heidelberg. 1862 wurde er Mitglied des Corps Saxo-Borussia Heidelberg. 1872 wurde er Besitzer des Ritterguts Rienow.
Nach einer erforderlich gewordenen Nachwahl war Borcke von 1890 bis zu seinem Tod 1893 für den Wahlkreis Stettin 5 (Naugard, Regenwalde) Mitglied des Preußischen Abgeordnetenhauses. Er gehörte der Fraktion der Konservativen Partei an.
Am 28. Juni 1872 heiratete er in Stargard Agnes Georgine Hermine von Geibler (* 20. November 1853 in Stargard; † 13. August 1886 in Rienow), mit der er zwei Kinder hatte:
- Steffen Ludwig Theodor Kurt (1878–1914) ⚭ 1903 Hildegard von Brauchitsch (* 1883)
- Paula Auguste Luise Erika Martha (* 1883) ⚭ 1906 Egbert von der Osten († 1928)